# 西湖街道 (长沙市)
西湖街道为长沙市岳麓区下辖街道之一，位于岳麓区中部。地缘上，西湖街道北与银盆岭街道接壤，西与咸嘉湖街道、望城坡街道为界，南和岳麓街道相连，东与望月湖街道、桔子洲街道为邻。街道总面积10平方公里，下辖7个社区、1村、2个管区，总人口约4.6万人(2006年)。